# Arnold Kegel
Pour les articles homonymes, voir Kegel.
Arnold Henry Kegel, prononcé en anglais, /ˈkeɪɡəl/, (né en février 1894 - mort probablement le 1er mars 1972,) est un gynécologue américain surtout connu pour avoir inventé un périnéomètre (en) (un instrument permettant de mesurer la force des contractions volontaires des muscles du plancher pelvien (en)) ainsi que l'exercice de Kegel.

## Biographie
Kegel est assistant professeur de gynécologie à la Keck School of Medicine of USC (en).